# Дом 13 по улице Мадлен
«Дом 13 по улице Мадлен» (англ. 13 Rue Madeleine) — шпионский фильм режиссёра Генри Хэтэуэя, который вышел на экраны в 1947 году.
Действие фильма происходит во время Второй мировой войны, и начинается с момента создания Управления стратегических служб США. Фильм рассказывает о подготовке Управлением и заброске в оккупированную нацистами Францию разведчика с целью обнаружения и уничтожения завода, на котором производятся ракеты «Фау-2». Когда разведчик погибает, его задачу доводит до конца руководитель Управления (Джеймс Кэгни). Одновременно Управление проводит операцию против вражеского шпиона (Ричард Конте), который проник в ряды организации.
Название фильма происходит от адреса штаб-квартиры Гестапо в городе Гавр на побережье Нормандии, где развиваются события в финале фильма.
Современные критики высоко оценили картину, особенно отметив реализм и документальный характер повествования, захватывающую историю и живое развитие событий, а также сильную актёрскую игру, особенно, в исполнении Джеймса Кэгни.
Другими послевоенными голливудскими фильмами об Управлении стратегически служб стали «Управление стратегических служб» (1946), «Плащ и кинжал» (1946) и «Дурная слава» (1946).

## Сюжет
После нападения Японской армии на Перл-Харбор правительство США приходит к заключению о необходимости создания собственной секретной службы, которая вела бы разведывательно-диверсионную деятельность за рубежом. Президент США Франклин Делано Рузвельт поручает Чарльзу Стивенсону Гибсону (Уолтер Эйбел), адвокату из Сент-Луиса с большим опытом ведения международных дел, создать новую разведывательную структуру и организовать её деятельность. Одним из руководителей создаваемой организации Гибсон назначает Роберта Шарки (Джеймс Кэгни), который проявил себя как герой во время Первой мировой войны, после чего занялся научной деятельностью. Он свободно владеет несколькими иностранными языками и много путешествовал по свету.
В 1944 году разведывательная служба получает секретное задание, для выполнения которой из специально отобранных добровольцев формирует специальную группу 077, в которую входит 21 человек. Среди отобранных в группу кандидатов оказывается Сюзанна де Бомон (Аннабелла), французская гражданка, которая оказалась в США после падения Франции, она замужем за офицером французской армии, который остался в стране. В группу также вошёл Джефф Ласситер (Фрэнк Латимор), сын американского консула, который учился в Женеве и Оксфорде и перешёл из Школы подготовки офицеров при Калифорнийском университете в Лос-Анджелесе. Ещё одним членом группы стал Билл О’Коннелл (Ричард Конте), выпускник Ратгерского университета, который был сотрудником международного управления крупного американского банка и несколько лет проработал в Берлине. После завершения комплектования группы её направляют в секретную загородную усадьбу, где каждый кандидат проходит двухнедельное интенсивное тестирование для того, чтобы выявить тех, кто будет направлен для дальнейшей подготовки. На этой стадии Гибсон сообщает Шарки, который курирует группу, о том, что один из кандидатов является агентом немецкой военной разведки, и Гибсон знает, кто этот человек. Однако Гибсон не называет его имя Шарки, поручая ему самому установить личность агента.
С членами группы проводят интенсивные занятия по физической подготовке, работают над развитием наблюдательности и умению быстро и точно фиксировать информацию, обучают азбуке Морзе, а также различным навыкам и приёмам разведчиков. Для них также организуют выполнения заданий, максимально приближённых к тем, что им предстоит выполнять в тылу врага, а также проводят с ними учебные допросы. Ласситеру и О’Коннеллу, которые живут в одной комнате, дают испытательное задание выкрасть чертежи с реального военного завода, с которым те успешно справляются. К этому моменту Шарки приходит к заключению, что немецким агентом является О’Коннелл, так как он слишком хорош для новичка и, очевидно, что ранее прошёл хорошую подготовку. Гибсон подтверждает мнение Шарки, сообщая, что настоящее имя О’Коннелла — Вильгельм Кунсел. Гибсон хочет использовать Кунсела в интересах своей службы. Он поручает направить Кунсела в Лондон, в штаб союзнических войск, где тот получит доступ к информации об открытии второго фронта, которая в действительности будет дезинформацией.
В Лондоне Шарки приводит О’Коннелла в нидерландское подразделение разведки союзников, где О’Коннелл получает ложную информацию о Плане Б, согласно которому нападение союзников на Германию будет осуществлено через Нидерланды. Тем временем Сюзанна и Ласситер получают задание в Нормандии на территории Франции, где немцы развернули завод по производству ракет «Фау-2». В случае их производства эти ракеты будут способны подавить силы, сконцентрированные в британском городе Саутгемптон и помешать проведению операции по высадке союзников в Европе. Фабрику, точное местоположение которой не известно, спроектировал французский инженер Дюклуа. Именно его должны найти Сюзанна и Ласситер. Они должны проникнуть во Францию через Нидерланды, и никто, включая О’Коннелла, который вылетает для выброски вместе с ним, не должен знать, в чём заключается их задание. Перед отправлением группы Шарки сообщает Ласситеру, что О’Коннелл является немецким агентом. Это сообщение шокирует Ласситера, однако он подтверждает, что будет готов выполнить приказ и убить О’Коннелла, если возникнет такая необходимость. Сразу после прощального ужина Сюзанна узнаёт, что её муж погиб.
В самолёте О’Коннелл говорит Ласситеру, что не верит ему. При выброске группы в Нидерландах один парашют не раскрывается, и Шарки получает сообщение от Сюзанны, что Ласситер разбился во время приземления, а О’Коннелл исчез со всеми документами. Из последующей телеграммы от пилота самолёта становится ясно, что кто-то перерезал вытяжной фал парашюта Ласситера, и соответственно это было убийство. Понимая, что жизни многих агентов в Нидерландах и Франции оказались в опасности, так как О’Коннелл может раскрыть их, Шарки решает действовать немедленно. Он понимает, что в данный момент он единственный человек, кто полностью готов к выполнению задания. Шарки удаётся уговорить Гибсона направить его на задание, даже несмотря на то, что он знает слишком много об операции по высадке союзников, и если он вдруг заговорит, то это может привести к очень тяжёлым последствиям.
Высадившись во Франции, Шарки добирается до секретной явки, где встречается с Сюзанной. Тем временем в нацистском штабе О’Коннелл докладывает своему руководству, что американцы направят кого-то вместо Ласситера, и им нужно срочно найти этого человека. Гестапо начинает активные поиски всех подозрительных лиц вдоль морской границы с Великобританией. Подвергается проверке и Шарки, который зарегистрировался под фальшивыми документами в отеле небольшого нормандского городка. Тем временем Шарки, выдавая себя за чиновника министерства труда правительства Виши, наносит визит мэру этого города (Сэм Джаффе), в районе которого расположена фабрика по производству «Фау-2». Шарки требует организовать ему встречу с Дюклуа якобы по вопросу распределения трудовых ресурсов. Мэр, который, как выясняется, является тайным членом Французского сопротивления, вывозит Шарки на машине в лес, где бойцы Сопротивления заставляют Шарки копать себе могилу. С помощью проверки через радиосвязь с Лондоном Шарки в конце концов удаётся доказать, что он является американским разведчиком. После этого мэр сообщает Шарки, что Дюклуа содержится в гостинице «Модерн» под усиленной охраной немецких солдат. Они разрабатывают план похищения Дюклуа из отеля. Тем временем в штабе Гестапо в доме 13 по лице Мадлен в Гавре О’Коннелл по составленному агентом Гестапо фотопортрету узнаёт Шарки, понимая, что он прибыл для завершения задания. О’Коннелл даёт указание срочно найти и схватить Шарки.
Тем временем мэр приглашает к себе нацистских офицеров, сообщая им, что силы Сопротивления готовят против него заговор. Подтверждением этого становится обстрел мэрии из автоматов бойцами Сопротивления. Мэр требует, чтобы нацисты срочно усилили охрану здания, вынуждая их снять значительную часть вооружённой охраны с гостиницы «Модерн». После этого Шарки с одним из бойцов Сопротивления тихо проникает в здание гостиницы, ликвидируя трёх нацистов, а затем находит Дюклуа и выводит его из здания. Дюклуа вывозят на тайный аэродром, куда должен приземлиться самолёт союзников, чтобы забрать его. Однако О’Коннелл замечает сигнальные огни аэродрома и направляют туда своих солдат. Чтобы выиграть время и дать самолёту с Дюклуа взлететь, Шарки садится в машину и едет прямо навстречу нацистской колонне. Происходит лобовое столкновение, перегораживающее дорогу. Шарки удаётся выбраться из автомобиля и скрыться в кустах, однако немцы вскоре замечают его и в ходе короткой перестрелки один из нацистов бьёт Шарки сзади по голове, после чего тот теряет сознание. Сюзанна, пробравшись к месту аварии, видит, как Шарки увозят немцы, о чём она немедленно сообщает в штаб. Однако в момент передачи сообщения немцы обнаруживают её и расстреливают из автомата.
Доставленный в Лондон Дюклуа даёт подробные сведения о местоположении завода и рисует его план, а также отвечает на все вопросы разведчиков. Эта информация срочно передаётся ВВС Великобритании, которые готовят вылет специальной эскадрильи для уничтожения завода. Гибсон получает часть незавершённого сообщения Сюзанны, понимая, что Шарки попал в плен и находится в нацистском штабе. Немедленно готовится группа лётчиков для уничтожения штаба Гестапо по улице Мадлен, 13, в Гавре. Гибсон объясняет лётчикам, что в штабе находится их боевой товарищ, который обладает секретными сведениями, от которых зависят жизни сотен тысяч людей. В настоящий момент он подвергается жестоким пыткам, и лишь смерть в результате уничтожения штаба может избавить его от страданий. Нацисты под руководством О’Коннелла пытают Шарки, однако он ничего не говорит. В этот момент начинается бомбёжка штаба, в которой гибнут О’Коннелл и Шарки, который бросает на своего врага последний торжествующий взгляд.

## В ролях
- Джеймс Кэгни — Роберт Эмметт «Боб» Шарки
- Аннабелла — Сюзанна де Бомон
- Ричард Конте — Вильгельм Кунсел / Уильям Х. «Билл» О’Коннелл
- Фрэнк Латимор — Джефф Ласситер
- Абель Уолтер — Чарльз Гибсон
- Мелвилл Купер — Пэппи Симпсон
- Сэм Джаффе — мэр Галимар

## Создатели фильма и исполнители главных ролей
В 1936 году режиссёр Генри Хэтэуэй был номинирован на «Оскар» как лучший режиссёр за фильм «Жизнь бенгальского улана» (1935). В общей сложности за свою карьеру, охватившую период с 1930 по 1974 год, Хэтэуэй поставил 69 фильмов, среди которых фильмы нуар «Дом на 92-й улице» (1945), «Тёмный угол» (1946), «Поцелуй смерти» (1947), «Звонить Нортсайд 777» (1948) и «Четырнадцать часов» (1951), а также вестерны «Нападение на почтовую станцию» (1951), «Сыновья Кэти Элдер» (1965) и «Настоящее мужество» (1969).
Джеймс Кэгни дважды номинировался на «Оскар» как исполнитель главных ролей в фильмах «Ангелы с грязными лицами» (1938) и «Люби меня или оставь меня» (1955), а также завоевал «Оскар» за фильм «Янки Дудл Денди» (1942). К числу лучших картин с участием Кэгни относятся также криминальные драмы «Врaг общества» (1931), «Джимены» (1935) и «Каждое утро я умираю» (1939), а также фильмы нуар «Судьба солдата в Америке» (1939), «Белая горячка» (1949) и «Распрощайся с завтрашним днём» (1950).
Французская актриса Аннабелла дебютировала в кино в 16 лет в фильме Абеля Ганца «Наполеон» (1927). Среди других памятных картин актрисы во Франции — «Миллион» (1931), «14 июля» (1933), «Батальон иностранного легиона» (1935) и «Северный отель» (1938). С 1937 по 1947 год она работала в Голливуде, появившись в таких фильмах, как «Суэц» (1938), «Баронесса и дворецкий» (1938) и «Сегодня мы наступаем на Кале» (1943). Вернувшись во Францию, Аннабелла сыграла до 1952 года в пяти фильмах, не имевших особого успеха, после чего завершила кинокарьеру.
Ричард Конте был одним из самых востребованных актёров жанра нуар, который среди прочих картин сыграл в таких фильмах, как «Где-то в ночи» (1946), «Плач большого города» (1948), «Воровское шоссе» (1949), «Дом незнакомцев» (1949), «Большой ансамбль» (1955), «Секреты Нью-Йорка» (1955) и «Братья Рико» (1957). Ближе к концу карьеры, завершившейся с его смертью в 1975 году, Конте сыграл в криминальной драме «Крёстный отец» (1972).

## История создания фильма
Как написал историк кино Шон Эксмейкер, «ранее продюсер Луи де Рошемон провёл десятилетие за продюсированием серии хроникальных фильмов „Марш времени“, самых широко демонстрируемых нехудожественных фильмов на американских экранах». Как отмечено в информации Американского института киноискусства, это второй, сделанный в документальном стиле художественный фильм, который создала команда в составе Луи де Рошамона, Генри Хэтэуэя, Джона Монкса-младшего и Норберта Бродина. По словам Эксмейкера, «во многих смыслах эта картина является неофициальным продолжением их дебютного фильма „Дом на 92-й улице“ (1945), шпионского триллера военного времени, основанного на реальном деле, в котором ФБР выследила и уничтожила сеть немецких шпионов в Нью-Йорке». Фильм был основан на реальной истории и в значительной степени снимался на натуре, и это была «шпионская драма, которая отличалась как показом каждодневной работы американских агентов, так и мелодраматической историей с экзотическими опасностями, тайными шпионами и двойными агентами, которая сопровождалась закадровым повествованием, выполненным официальном тоном».
В таком же духе де Рошемон и его команда сделала и этот фильм. В начальных титрах фильма (набранных шрифтом, напоминающим телетайпное сообщение), указывается, что «чтобы добиться максимального реализма и аутентичности все съёмки в этом фильме проводились в полевых условиях — и всюду, где это возможно, в реальных местах, где происходили события». Однако в реальности интерьерные съёмки проводились в студийных павильонах, лондонские сцены снимались в старом Бостоне, французские сцены — в Квебеке, а усадьба в Массачусетсе была съёмочной площадкой английской тренировочной базы.
Как отметил Эксмейкер, «продюсеры утверждали, что этот фильм основан на реальной истории. В этом зрителя должны были убедить съёмки официальных правительственных документов и папок с делами, которые извлекаются из архивов, а также привлечение в качестве технического консультанта реального ветерана Управления стратегических служб Питера Ортиса». Однако, как указывает киновед, «этот фильм скорее вымысел, чем факт». При этом, хотя события в фильме носят вымышленный характер, они основаны на реальных фактах «угрозы со стороны немецких ракет „Фау-2“ и кампании союзников по дезинформации противника в преддверии высадки союзников в Нормандии».
Персонаж Боба Шарки, основателя нового разведывательного агентства США, изначально писался с основателя Управления стратегических служб Уильяма «Дикого Билла» Донована. Однако сам Донован был против того, чтобы его образ, а также название Управления фигурировали в фильме. В итоге название Управления в фильме не упоминается, и кроме того, было устранено любое возможное сходство Шарки с Донованом.
В меморандуме от декабря 1945 года глава студии Twentieth Century Fox Дэррилл Занук предлагал Рэндольфа Скотта на роль Шарки, Джона Пейна, Гленна Лэнгана или Уильяма Эйта — на роль О’Коннелла и Марка Стивенса — на роль Ласситера. В апреле 1946 году Занук пытался заинтересовать ролью Шарки актёра Рекса Харрисона.
В конце концов Занук предложил роль Шарки Джеймсу Кэгни, который в то время всё ещё находился под контрактом с Warner Bros. Кэгни взял отпуск на своей киностудии и согласился сыграть эту роль «отчасти в знак уважения к Зануку, и отчасти ради щедрого гонорара, который помог бы удержать на плаву его собственную продюсерскую компанию».
Альтернативным названием фильма было «Дом 32 по улице Мадлен» (англ. 32 Rue Madeleine).
Фильм находился в производстве с конца мая до конца августа 1946 года, премьера фильма в Нью-Йорке состоялась 15 января 1947 года, в широкий прокат фильм вышел в январе 1947 года.

## Оценка фильма критикой

### Общая оценка фильма
Как отметил современный историк кино Шон Эксмейкер, этот «шпионский триллер времён Второй мировой войны построен вокруг ни много, ни мало создания Управления стратегических служб. Сделанный в виде документальной хроники пролог рассказывает о создании сети американской военной разведки, которая позднее превратилась в ЦРУ. Она создавалась с нуля после нападения на Пёрл-Харбор как военными, так и гражданскими специалистами». Затем, как отмечает киновед, фильм переходит в документальную драму, рассказывающую о команде агентов с момента их первых тренировок вплоть до выполнения ими важнейшего задания в оккупированной нацистами Франции. По мнению Эксмейкера, продюсер Луи Де Рошемон и режиссёр Хэтэуэй привнесли в этот «студийный триллер реалистическую эстетику». Заслуживает также упоминания операторская работа опытного Норберта Бродина. «Сочетание Бродином естественного света, натурных съёмок и документального построения с эффектом личного присутствия, усиленным экспрессионистским светом и драматическими ракурсами для создания напряжения в ключевых сценах помогли лучше раскрыть авторский замысел Де Рошемона».
Вместе с тем, по словам Эксмейкера, этот фильм содержит элементы типичного голливудского героического триллера, «где командир лично отправляется в поле, чтобы исправить неудачу с выполнением задания. Вряд ли так бывает в реальных условиях войны, но, с другой стороны, такой напористый боец, как Джеймс Кэгни, никогда не был тем, кто делегировал грязную работу или уклонялся от своей ответственности. Он отдает всё военной службе, и его награда за это — одна из самых запоминающихся сцен в его карьере, взрывной момент самопожертвования и спасения, сопровождающийся его мудрым торжествующим смехом, который может исполнить только Кэгни».
Как написал историк кино Крейг Батлер, «это не такая захватывающая и увлекательная шпионская история, как хотелось бы, но она полезна и в меру занимательна — безусловно, её стоит посмотреть тем, кто любит шпионские истории». Как далее отмечает критик, «современную аудиторию, вероятно, позабавит несколько суровый официальный закадровый голос в документальном стиле, которым сопровождается фильм, да и во всем этом проекте есть что-то „прямолинейное“, но эти недостатки серьезно не отвлекают от фильма». Реальная хроника Управления стратегических служб также идёт фильму на пользу, особенно, для тех, кто интересуется историей. С другой стороны, по мнению Батлера, «немного более проблематично то, что фильму не хватает реального саспенса. Зрители слишком рано узнают о многих важных вещах, как будто режиссер Генри Хэтэуэй чувствовал, что не сможет увлечь зрителя и позволить напряжению нарастать слишком долго. Поэтому всё представляется слишком прямолинейно для фильма такого типа, и это в конце концов ослабляет его воздействие».
По мнению Денниса Шварца, «это живой и бодрый шпионский триллер», который «снят в полудокументальном стиле так же, как и триллер Хэтэуэя „Дом на 92-й улице“ (1945)… В фильм мастерски введён аутентичный хроникальный материал Управления стратегических служб, что делает его не только увлекательным, но и исторически значимым. Фильм задает соответствующее мрачное настроение, делая суровое повествование ещё более реалистичным».
Как отмечено в рецензии AllMovie, «этот фильм не только наглядно показывает работу Управления стратегических служб во время Второй мировой войны, но и выступает как полноценный шпионский триллер. Аутентичный хроникальный материал Управления стратегических служб делает этот фильм как исторически значимым, так и увлекательным».

### Оценка актёрской игры
Как написал Эксмейкер, «экранный опыт Кэгни, игравшего всех — от безжалостного гангстера до городского крутого парня и героя-индивидуалиста — его физические кондиции и спортивное мастерство, а также ярость его борьбы во время выполнения задания — всё это придает вес и авторитет исполняемой им роли американского шпиона». Эксмейкер отмечает также Ричарда Конте в роли «уверенного в себе, практичного уличного парня», который в итоге окажется вражеским шпионом, Фрэнка Латимора в роли «неопытного типично американского идеалиста», Аннабеллу в роли молодой французской военной вдовы, а также Мелвилла Купера и Сэма Джаффе.
Как написал Батлер, «к счастью, у фильма очень сильный актёрский состав, способный удерживать зрительский интерес. Его возглавляет крепкая, убедительная игра Джеймса Кэгни. Фрэнк Латимор играет немного по-любительски в роли Ласситера, но он здесь единственное слабое звено». Деннис Шварц также отметил «отличный актёрски состав, возглавляемый Джеймсом Кэгни в роли Боба Шарки».